# GAZel
GAZel (Russisk: ГАЗе́ль) er en serie af middelstore lastbiler, varevogne og busser produceret af den russiske bilproducent GAZ. GAZel er magen til de senere markedsførte GAZ Sobol og GAZ Valdai varevogn/mindre lastbil serier. GAZel, Sobol, og Valdai udgør størstedelen af den russiske marked for varevogne og lette lastbiler og udgør GAZs mest populære og succesfulde produktlinier.

## Modelliste
- GAZ-3302 pick-up
- GAZ-33021 pick-up med udvidet kabine
- GAZ-3221 minibus, 8 sæder
- GAZ-32213 minibus, 13 sæder
- GAZ-322132 minibus, 13 sæder
- GAZ-2705 varevogn
- GAZ-27051 Combi varevogn med udvidet kabine

## Galleri
- GAZ-2705 varevogn
- GAZ-3302 pick-up
- GAZ-33023
- GAZ-3221 minibus
- GAZ-27057-90